# Explorer 18
Explorer 18 – amerykański satelita programu Explorer, pierwszy z serii Interplanetary Monitoring Platform, IMP. Wykonywał badania przestrzeni międzyplanetarnej, plazmy, promieni kosmicznych, pół magnetycznych i cząstek energetycznych w polach magnetycznych.

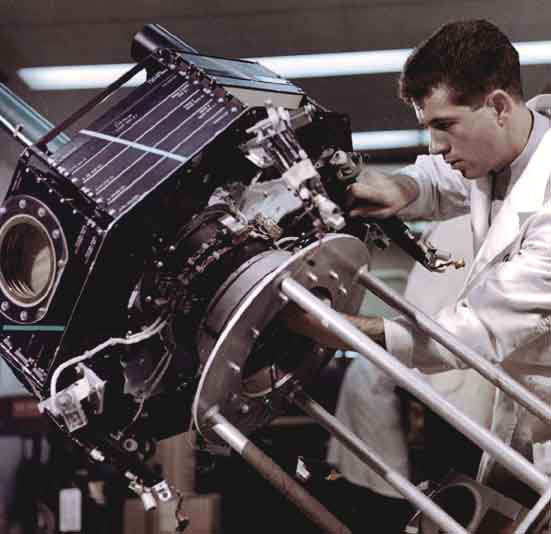
Naukowiec sprawdza satelitę Explorer 18

Początkowe parametry lotu statku: apogeum – 4395 km, o godzinie 10:20 czasu lokalnego, prędkość obrotowa 22 obr./min, kierunek osi obrotu na sferze niebieskiej: 115° rektascensji, -25° deklinacji. 

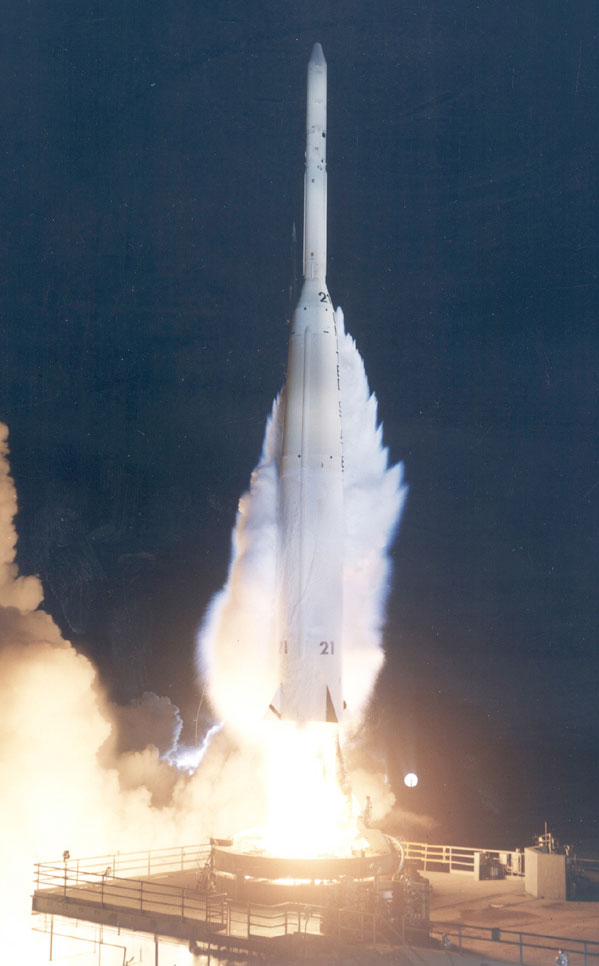
Wystrzelenie satelity Explorer 18

Normalna sekwencja telemetrii trwała 81,9 s i składała się z 796 bitów danych. Co trzecią sekwencję nadawana była sekwencja danych analogowych z magnetometru, trwająca również 81,9 s.
Statek pracował normalnie do 30 maja 1964. Następnie z przerwami do 10 maja 1965, po czym zaprzestano jego użytkowania. Najbardziej użyteczne dane zostały odebrane do 30 maja 1964.
Zbudowany przez Centrum Lotów Kosmicznych imienia Roberta H. Goddarda. Zasilany akumulatorami chemicznymi i bateriami słonecznymi.

## Ładunek
- Próbnik elektrostatyczny
- Magnetometr transduktorowy (typu fluxgate)
- Eksperyment badania energii i zasięgu promieni kosmicznych
- Detektor promieni kosmicznych
- Komora jonizacyjna i liczniki GM
- Detektor protonów wiatru słonecznego
- Klatka Faradaya